# Lijst van voetbalinterlands Iran - Verenigde Arabische Emiraten
Deze lijst van voetbalinterlands is een overzicht van alle officiële voetbalwedstrijden tussen de nationale teams van Iran en de Verenigde Arabische Emiraten. De landen speelden tot op heden 21 keer tegen elkaar. De eerste ontmoeting, een vriendschappelijke wedstrijd, werd gespeeld in Al Ain op 5 augustus 1980. Het laatste duel, een kwalificatiewedstrijd voor het Wereldkampioenschap voetbal 2026, vond plaats op 20 maart 2025 in Teheran.

## Wedstrijden
| №  | Plaats    | Datum             | Competitie           | Wedstrijd                           | Uitslag |
| -- | --------- | ----------------- | -------------------- | ----------------------------------- | ------- |
| 1  | Al Ain    | 5 augustus 1980   | Vriendschappelijk    | Verenigde Arabische Emiraten − Iran | 0 − 2   |
| 2  | Abu Dhabi | 7 augustus 1980   | Vriendschappelijk    | Verenigde Arabische Emiraten − Iran | 0 − 3   |
| 3  | Singapore | 1 december 1984   | Azië Cup 1984        | Iran − Verenigde Arabische Emiraten | 3 − 0   |
| 4  | Doha      | 8 december 1988   | Azië Cup 1988        | Iran − Verenigde Arabische Emiraten | 1 − 0   |
| 5  | Hiroshima | 1 november 1992   | Azië Cup 1992        | Verenigde Arabische Emiraten − Iran | 0 − 0   |
| 6  | Abu Dhabi | 1 september 1997  | Vriendschappelijk    | Verenigde Arabische Emiraten − Iran | 3 − 1   |
| 7  | Teheran   | 25 oktober 2001   | WK 2002 kwalificatie | Iran − Verenigde Arabische Emiraten | 1 − 0   |
| 8  | Abu Dhabi | 31 oktober 2001   | WK 2002 kwalificatie | Verenigde Arabische Emiraten − Iran | 0 − 3   |
| 9  | Teheran   | 8 augustus 2006   | Vriendschappelijk    | Iran − Verenigde Arabische Emiraten | 1 − 0   |
| 10 | Abu Dhabi | 12 januari 2007   | Vriendschappelijk    | Verenigde Arabische Emiraten − Iran | 0 − 2   |
| 11 | Teheran   | 2 juni 2008       | WK 2010 kwalificatie | Iran − Verenigde Arabische Emiraten | 0 − 0   |
| 12 | Al Ain    | 7 juni 2008       | WK 2010 kwalificatie | Verenigde Arabische Emiraten − Iran | 0 − 1   |
| 13 | Dubai     | 19 november 2008  | WK 2010 kwalificatie | Verenigde Arabische Emiraten − Iran | 1 − 1   |
| 14 | Teheran   | 10 juni 2009      | WK 2010 kwalificatie | Iran − Verenigde Arabische Emiraten | 1 − 0   |
| 15 | Doha      | 19 januari 2011   | Azië Cup 2011        | Verenigde Arabische Emiraten − Iran | 0 − 3   |
| 16 | Brisbane  | 19 januari 2015   | Azië Cup 2015        | Iran − Verenigde Arabische Emiraten | 1 − 0   |
| 17 | Dubai     | 7 oktober 2021    | WK 2022 kwalificatie | Verenigde Arabische Emiraten − Iran | 0 − 1   |
| 18 | Teheran   | 1 februari 2022   | WK 2022 kwalificatie | Iran − Verenigde Arabische Emiraten | 1 − 0   |
| 19 | Ar Rayyan | 23 januari 2024   | Azië Cup 2023        | Iran − Verenigde Arabische Emiraten | 2 − 1   |
| 20 | Al Ain    | 10 september 2024 | WK 2026 kwalificatie | Verenigde Arabische Emiraten − Iran | 0 − 1   |
| 21 | Teheran   | 20 maart 2025     | WK 2026 kwalificatie | Iran − Verenigde Arabische Emiraten | 2 − 0   |

## Samenvatting
| Competitie        | Totaal gespeeld | Winst Iran | Gelijk | Winst V.A.E. | Doelsaldo Iran – V.A.E. |
| ----------------- | --------------- | ---------- | ------ | ------------ | ----------------------- |
| WK-kwalificatie   | 10              | 8          | 2      | 0            | 12 – 1                  |
| Azië Cup          | 6               | 5          | 1      | 0            | 10 – 1                  |
| Vriendschappelijk | 5               | 4          | 0      | 1            | 9 – 3                   |
| Totaal            | 21              | 17         | 3      | 1            | 31 – 5                  |

FFIRI · 
A-internationals · 
Selecties · Bondscoaches · 
Statistieken · 
Iraans vrouwenelftal · 
Iran U21 · 
Iran U20 · 
Iran U19 · 
Iran U18 · 
Iran U17
1940 – 1969 · 
1970 – 1979 · 
1980 – 1989 · 
1990 – 1999 · 
2000 – 2009 · 
2010 – 2019 ·
2020 − 2029
Asian Cup 1960 · 
Asian Cup 1968 · 
Asian Cup 1972 · 
Asian Cup 1976 · 
Asian Cup 1980 · 
Asian Cup 1984 · 
Asian Cup 1988 · 
Asian Cup 1992 · 
Asian Cup 1996 · 
Asian Cup 2000 · 
Asian Cup 2004 · 
Asian Cup 2007 · 
Asian Cup 2011
WK 1978 · 
WK 1998 · 
WK 2006 · 
WK 2014 · 
WK 2018
OS 1964 · 
OS 1972 · 
OS 1976
1941 · 
1942–1946 · 
1947 · 
1948 · 
1949 · 
1950 · 
1951 · 
1952 · 
1953–1957 · 
1958 · 
1959 · 
1960–1961 · 
1962 · 
1963 · 
1964 · 
1965 · 
1966 · 
1967 · 
1968 · 
1969 · 
1970 · 
1971 · 
1972 · 
1973 · 
1974 · 
1975 · 
1976 · 
1977 · 
1978 · 
1979 · 
1980 · 
1981 · 
1982 · 
1983 · 
1984 · 
1985 · 
1986 · 
1987 · 
1988 · 
1989 · 
1990 · 
1991 · 
1992 · 
1993 · 
1994 · 
1995 · 
1996 · 
1997 · 
1998 · 
1999 · 
2000 · 
2001 · 
2002 · 
2003 · 
2004 · 
2005 · 
2006 · 
2007 · 
2008 · 
2009 · 
2010 · 
2011 · 
2012 ·
2013 ·
2014 ·
2015 ·
2016 ·
2017 ·
2018 ·
2019 ·
2020 ·
2021 ·
2022 ·
2023 ·
2024
Afghanistan ·
Albanië ·
Algerije ·
Angola ·
Argentinië ·
Armenië ·
Australië ·
Azerbeidzjan ·
Bahrein ·
Bangladesh ·
Bolivia ·
Bosnië en Herzegovina ·
Botswana ·
Brazilië ·
Bulgarije ·
Burkina Faso ·
Cambodja ·
Canada ·
Chili ·
China ·
Costa Rica ·
Cyprus ·
Denemarken ·
Duitsland ·
Ecuador ·
Egypte ·
Engeland ·
Filipijnen ·
Frankrijk ·
Georgië ·
Ghana ·
Guam ·
Guatemala ·
Guinee ·
Hongarije ·
Hongkong ·
Ierland ·
IJsland ·
India ·
Indonesië ·
Irak ·
Israël ·
Jamaica ·
Japan ·
Jemen ·
Joegoslavië ·
Jordanië ·
Kameroen ·
Kazachstan ·
Kenia ·
Kirgizië ·
Koeweit ·
Kroatië ·
Laos ·
Libanon ·
Libië ·
Litouwen ·
Madagaskar ·
Malediven ·
Maleisië ·
Mali ·
Marokko ·
Mexico ·
Montenegro ·
Mozambique ·
Myanmar ·
Nederland ·
Nepal ·
Nicaragua ·
Nieuw-Zeeland ·
Nigeria ·
Noord-Korea ·
Noord-Macedonië ·
Oeganda ·
Oekraïne ·
Oezbekistan ·
Oman ·
Oostenrijk ·
Pakistan ·
Palestina ·
Panama ·
Papoea-Nieuw-Guinea ·
Paraguay ·
Peru ·
Polen ·
Portugal ·
Qatar ·
Roemenië ·
Rusland ·
Saoedi-Arabië ·
Schotland ·
Senegal ·
Sierra Leone ·
Singapore ·
Slowakije ·
Sovjet-Unie ·
Spanje ·
Sri Lanka ·
Syrië ·
Tadzjikistan ·
Taiwan ·
Thailand ·
Togo ·
Trinidad en Tobago ·
Tsjecho-Slowakije ·
Tunesië ·
Turkije ·
Turkmenistan ·
Uruguay ·
Venezuela ·
Verenigde Arabische Emiraten ·
Verenigde Staten ·
Vietnam ·
Wales ·
Wit-Rusland ·
Zambia ·
Zuid-Jemen ·
Zuid-Korea ·
Zweden
Angola (2006) ·
Argentinië (2014) ·
Bosnië en Herzegovina (2014) ·
Marokko (2018) ·
Mexico (2006) ·
Nigeria (2014) ·
Portugal (2006) ·
Portugal (2018) ·
Spanje (2018)
UAEFA · A-internationals · Bondscoaches · Statistieken · Olympisch elftal · Vrouwenelftal van de Verenigde Arabische Emiraten · VA Emiraten U21 · VA Emiraten U19 · VA Emiraten U17
1972 – 1979 ·
1980 – 1989 ·
1990 – 1999 ·
2000 – 2009 ·
2010 – 2019 ·
2020 − 2029
OS 2012
Algerije ·
Andorra ·
Angola ·
Argentinië ·
Armenië ·
Australië ·
Azerbeidzjan ·
Bahrein ·
Bangladesh ·
Benin ·
Bolivia ·
Brazilië ·
Brunei ·
Bulgarije ·
Chili ·
China ·
Colombia ·
Costa Rica ·
Denemarken ·
Dominicaanse Republiek ·
Duitsland ·
Egypte ·
Estland ·
Filipijnen ·
Finland ·
Gabon ·
Gambia ·
Georgië ·
Haïti ·
Honduras ·
Hongarije ·
Hongkong ·
IJsland ·
India ·
Indonesië ·
Irak ·
Iran ·
Japan ·
Jemen ·
Joegoslavië ·
Jordanië ·
Kazachstan ·
Kenia ·
Kirgizië ·
Koeweit ·
Laos ·
Libanon ·
Libië ·
Litouwen ·
Maleisië ·
Malta ·
Marokko ·
Mauritanië ·
Moldavië ·
Myanmar ·
Nepal ·
Nieuw-Zeeland ·
Noord-Korea ·
Noorwegen ·
Oekraïne ·
Oezbekistan ·
Oman ·
Oost-Timor ·
Pakistan ·
Palestina ·
Paraguay ·
Peru ·
Polen ·
Qatar ·
Roemenië ·
Rusland ·
Saoedi-Arabië ·
Senegal ·
Singapore ·
Slovenië ·
Slowakije ·
Soedan ·
Sri Lanka ·
Syrië ·
Tadzjikistan ·
Thailand ·
Togo ·
Trinidad en Tobago ·
Tsjechië ·
Tunesië ·
Turkmenistan ·
Uruguay ·
Venezuela ·
Vietnam ·
Wit-Rusland ·
Zuid-Afrika ·
Zuid-Korea ·
Zweden ·
Zwitserland